# Brougue
Brougue est une série de bande dessinée d'aventures de Franz.

## Albums
1. Goff, Blanco, 1989  (ISBN 2-87297-000-2).
2. La Renarde, Blanco, 1991  (ISBN 2-87297-010-X).
3. Grimpeur, Soleil Productions, coll. « Soleil de nuit », 1996  (ISBN 2-87764-301-8).